# Policía Nacional de Bolivia
La Policía Boliviana es la principal fuerza de seguridad del Estado Plurinacional de Bolivia. Fue creada el 24 de junio de 1826 mediante una ley reglamentaria dictada por el Mariscal Antonio José de Sucre, casi un año después de la Declaración de Independencia de Bolivia. Tiene la misión específica de la defensa de la sociedad y la conservación del orden público, mediante el cumplimiento de las leyes en el territorio nacional. Se estima que tiene un aproximado de unos 40 000 policías.

## Historia
La Constitución de la República de Bolivia de 24 de junio de 1826, promulgada durante el gobierno del presidente Antonio José de Sucre, tuvo reglas establecidas y reglamentos que rigieron la actividad policial. En cada departamento del país se nombraría un intendente de Policía, nombrado por el gobierno, y tres o cuatro comisarios de la Policía. Estos tenían a su cargo una compañía de soldados al mando de un oficial del ejército como funcionarios armados para la seguridad de la sociedad, con sujeción a los alcaldes y quien era responsable del pagado de salarios con fondos públicos. 
Más tarde, en 3 de mayo de 1831, el presidente Andrés de Santa Cruz, a través de un Reglamento de Policía comenzó a sistematizar y mejorar las normas derivadas de la Constitución. 
En 1832, las gendarmerías departamentales fueron reorganizadas, funcionalmente bajo la dependencia de autoridades civiles. Estos eran los intendentes departamentales y comisarios provinciales, quienes mantenían a su disposición una compañía de gendarmes comandada por oficiales del ejército, los que mantenían su carácter militar, pero que en lo administrativo se adaptaron a la esfera del Ministerio del Interior, para que sea este ministerio quien se encargue del pago de los salarios de las compañías de gendarmes. 
El 19 de julio de 1839, el general José Miguel de Velasco, presidente de la república, condecoró a los gendarmes de la Policía, declarándolos beneméritos de la patria, que participaron contra la rebelión iniciada en el departamento de Oruro por el general Ballivián, luego de que el presidente Velasco expidiera el Decreto Supremo por el cual se determinó poner sobre las armas a todas las Guardias Nacionales de la República, pues la primera obligación de ellas era conservar el orden interior en los diferentes departamentos de Bolivia, defender la libertad y cooperar al Ejército permanente a fin de conseguir la pacificación del país. Por ello, se dispuso que los gendarmes de la Policía usaran en el brazo izquierdo un escudo de paño verde, en forma elíptica, con veinticinco líneas de longitud y veinte de latitud, en cuya circunferencia sería bordado para los Jefes, Oficiales y ciudadanos que hubiesen defendido la Constitución, una leyenda de oro que decía: "Fiel a la Patria y a la Ley"; "Fiel a la Ley", y al reverso decía "Contra el desorden" 
El 22 de noviembre de 1851, en la nueva constitución elaborada bajo la presidencia del general Manuel Isidoro Belzu, se reorganizó las funciones policiales a nivel departamental, provincial y cantonal. 
En 1861, la policía de La Paz se dividió en dos distritos, uno bajo las órdenes del Jefe de la Policía y el Hogar de otro Comisario, tanto la ayuda en cada distrito, por seis comisarios y agentes de media se turnaron en turnos de 24 horas. 
Durante el gobierno de Gregorio Pacheco se convirtió en ley de la Policía de Seguridad de 11 de noviembre de 1886, destinadas a mantener el orden público, la preservación de las garantías personales y financieras, la prevención de los crímenes y capturar a los delincuentes para someterlos a la justicia. 
El 20 de diciembre de 1923 durante el gobierno de Bautista Saavedra se crearon escuelas de policías en todos los departamentos, para la instrucción y la educación de los candidatos para la Policía de la República. 
La unificación de la dirección de todas las unidades policiales en el país vino con el decreto de 28 de julio de 1930, que creó o Director General de la Policía de la República, dependiente del Ministerio de Gobierno . 
El 26 de febrero de 1937, el teniente coronel David Toro creó mediante Decreto Supremo el "Colegio de Policía" dando inicio al primer instituto de formación de oficiales de la Policía.
Una misión integrada por miembros de la italiana "Carabinieri" fue invitado a colaborar con la modernización de la policía boliviana, especialmente, de los regimientos de fusileros existentes. 
La fusión de la Policía de Seguridad con los regimientos de fusileros se llevó a cabo por el gobierno en 18 de enero de 1937 a través de la nueva corporación que se llamó Carabineros de Bolivia, inspirados en el cuerpo policial italiano al igual que el Cuerpo de Carabineros de Chile, quienes también surgieron previamente inspirados en el cuerpo policial italiano. Una nueva ley sobre 14 de noviembre de 1950, reafirmó el carácter único de organización policial, con la disciplina militar, encargada de la defensa nacional y orden público, bajo el mando supremo del Jefe de la Nación. 
En diciembre del 2009, después de ser promulgada la nueva Constitución Política que cambió el denominativo de República de Bolivia, por la de Estado Plurinacional de Bolivia, la única fuerza de seguridad del país cambió su denominativo a Policía Boliviana.

## Jerarquía

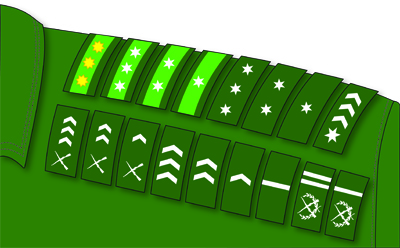
Sargento una jineta y dos carabinas cruzadas; Sargento Segundo dos jinetas y dos carabinas cruzadas; Sargento Primero tres jinetas y dos carabinas cruzadas; Sargento Mayor tres jinetas y una estrella de seis puntas; Suboficial Segundo una jineta y dos carabinas cruzadas, sobre franja verde; Suboficial Primero dos jinetas y dos carabinas cruzadas, sobre franja verde; Suboficial Mayor tres jinetas y dos carabinas cruzadas, sobre franja verde; Suboficial Superior tres jinetas y una estrella de 6 puntas sobre paño verde; Subteniente una estrella; Teniente dos estrellas niqueladas; Capitán tres estrellas niqueladas; Mayor una estrella un sobre un galón verde; Teniente Coronel dos estrellas niqueladas sobre un galón verde; Coronel tres estrellas niqueladas sobre un galón verde; Generales, estrellas doradas sobre un galón dorado.

CATEGORÍA SUBOFICIALES Y SARGENTOS
- Alumno
- Sargento
- Sargento Segundo
- Sargento Primero
- Sargento Mayor
- Suboficial Segundo
- Suboficial Primero
- Suboficial mayor
- Suboficial superior

CATEGORÍA OFICIALES
- Cadete
- Subteniente
- Teniente
- Capitán

CATEGORÍA JEFES
- Mayor
- Teniente coronel
- Coronel

CATEGORÍA GENERALES
- General primero
- General mayor
- General superior

## Unidades
Especializadas
- Fuerza Especial de Lucha Contra el Crimen (F.E.L.C.C.) (Ex Policía Técnica Judicial P.T.J.)
- Fuerza Especial de Lucha Contra el Narcotráfico (F.E.L.C.N.)
- Dirección Nacional de Prevención e Investigación de Robo de Vehículos (DIPROVE)
- Fuerza Especial de Lucha Contra la Violencia (F.E.L.C.V) (Ex Brigada de protección a la familia)
- Oficinas de Conciliación Ciudadana
- Policía Forestal y Medio Ambiente ( POFOMA)
- Escuadrón de Seguridad - Los Pumas
- Unidad de Protección de Dignatarios (USEDI)
- Grupo Especial (DELTA)
- Dirección Nacional de Tecnología y Telemática
- Dirección Nacional de Personal
- Dirección Nacional de Inteligencia
- Dirección Nacional de Planeamiento y Operaciones
- Dirección Nacional Administrativa
- Dirección Nacional de Servicios Técnicos Auxiliares
- Dirección Nacional de OCN - INTERPOL
- Dirección Nacional de Fuerza Especial de Lucha Contra la Violencia (F.E.L.C.V)
- Dirección Nacional de Gestión Estratégica
- Dirección Nacional de Servicio Aéreo Policial
- Dirección Nacional de Bomberos
- Dirección Nacional de Tránsito y Transporte
- Dirección General de Investigación Interna Policial (DIGIPI)
- Dirección Nacional de la Policía Forestal y Protección del Medio Ambiente
- Fiscalía General Policial

Unidades de orden y seguridad
- Distritos Policiales de Patrullaje a Pie
- E.P.I. (Estación Policial Integral)
- Radio Patrulla 110
- Patrulla de Auxilio y Cooperación Ciudadana
- Unidad de Seguridad Ciudadana Polivalentes
- Organismo Operativo del Tránsito
- Unidad Operativa de Bomberos Antofagasta
- Unidad Centro de Adiestramiento de Canes
- Unidad Táctica de Operaciones Policiales
- Policía Rural y Fronteriza
- Policía Montada
- Patrulla Caminera
- Centro Departamental de Comunicaciones y Operaciones Policiales (CEDECOP)
- Batallón de Seguridad Física
- Unidad Policial Control Migratorio (UPCOM)
- Grupo de Apoyo Civil a la Policía (G.A.CI.P)

## Eventos

### Concurso Nacional de Bandas
La primera edición del Concurso Nacional de Bandas se realizó en 1997. Tradicionalmente se celebraba en el Coliseo Cerrado Julio Borelli hasta el 2004 cuando este evento fue discontinuado.